# Török Ádám (közgazdász)
Török Ádám (Budapest, 1952. október 23. –) magyar közgazdász, egyetemi tanár, a Magyar Tudományos Akadémia rendes tagja. A versenypolitika, a piacelmélet neves kutatója. 1993 és 1994 között a Magyar Nemzeti Bank felügyelőbizottságának elnöke, 2009 és 2010 között a Költségvetési Tanács tagja, 2014 és 2020 között az MTA főtitkára.

## Életpályája
1972-ben kezdte meg egyetemi tanulmányait a Marx Károly Közgazdaságtudományi Egyetemen, ahol 1976-ban szerzett közgazdász diplomát. Emellett posztgraduális képzésen vett részt 1980 és 1981 között a franciaországi Nancyi Egyetemen.
Diplomájának megszerzése után a Magyar Tudományos Akadémia Világgazdasági Kutatóintézetének munkatársa lett, itt a kelet–nyugati gazdasági kapcsolatokkal, valamint a külkereskedelem és az iparpolitika elméleti kérdéseivel foglalkozott. 1986-ban átkerült a Tervgazdasági Intézetbe, majd 1989-ben visszatért az MTA-hoz, ahol az Ipar- és Vállalatgazdaság-kutató Intézetbe. 1991-ben az intézet igazgatójává nevezték ki, amelyet 1998-ig vezetett.
Időközben a Pécsi Tudományegyetemen kapott egyetemi magántanári, valamint 1999-ben a Pannon Egyetemre egyetemi tanári kinevezést. 1998-tól a Budapesti Műszaki és Gazdaságtudományi Egyetem egyetemi tanára. 2000 és 2001 között az IMC Graduate School of Business dékán-vezérigazgatója volt (az iskola azóta más néven a Közép-európai Egyetem mellett működik). Ezenkívül 1996-ban kezdett el tanítani a Közép-európai Egyetemen vendégprofesszorként. 2003 és 2006 között az MTA és a szombathelyi Berzsenyi Dániel Főiskola közös Regionális Fejlődéstan és Mikrointegráció Kutatócsoportjának, 2007-től az MTA–BDF Regionális Innovációs és Fejlődéstani Hálózati Kutatócsoportjának vezetője. Több külföldi egyetemen volt vendégoktató: Denveri Egyetem (Fulbright-ösztöndíjjal, 1989–1990), Lille-i Egyetem (1993), Leuveni Katolikus Egyetem (1994), Sorbonne (1995) és Nancyi Egyetem (2002-től).
1985-ben védte meg a közgazdaság-tudományok kandidátusi, 1993-ban akadémiai doktori értekezését. 1996-ban habilitált. 2001-ben a Magyar Tudományos Akadémia levelező, 2007-ben rendes tagjai közé választotta. Az Ipar- és Vállalatgazdasági Bizottság és a Nemzetközi Gazdaságtani és Fejlődésgazdaságtani Bizottság tagja lett. 2004-ben megválasztották az MTA Gazdaság- és Jogtudományok Osztályának elnökévé, ilyen minőségében az MTA elnökségébe is bekerült. 2008-ban saját jogon is az MTA elnökségébe, 2014-ben az akadémia főtitkárává választották. Tisztségét 2020-ig töltötte be. 2000-ben az Acta Oeconomica című szakfolyóirat főszerkesztőjévé nevezték ki. Emellett a Fejlesztés és Finanszírozás szerkesztőbizottságának tagja, valamint 2006-tól a Pénzügyi Szemle szerkesztőbizottságának társelnöke.

### Közéleti pályafutása
1990 és 1991 között a Videoton Elektronikai Vállalat felügyelőbizottságának elnöke volt. Az 1990-es évek elején több állami vállalat igazgatótanácsának elnöki tisztét töltötte be (Dunántúli Kőolajipari Gépgyár Rt., 1992–1994; Tigáz Rt., 1994–1995).
1993 és 1994 között a Magyar Nemzeti Bank felügyelőbizottságát vezette. 1996 és 1999 között az Integrációs Stratégiai Munkacsoport ipari-energetikai-versenypolitikai témacsoportjának vezetője, 1999 és 2000 között egy éven át az Országos Műszaki Fejlesztési Bizottság Hivatalának elnöke volt államtitkári rangban. Szintén ebben az évben a Magyar Közgazdasági Társaság alelnökévé választották.
2004-ben az európai ügyekért felelős tárca nélküli miniszter tanácsadója lett, majd 2007-től a Gazdasági Versenyképesség Kerekasztal elnöki tisztét vette át. 2009-ben az újonnan felállított Költségvetési Tanács tagja lett. Ide Kovács Árpád, az Állami Számvevőszék elnöke jelölte. Pozícióját a Tanács 2010-ben történt átalakításáig viselte.

## Munkássága
Kutatásai a versenypolitika, a piacelmélet, a nemzetközi gazdaságtan, a gazdaságpolitika és a kutatás-fejlesztési politika kérdéseivel foglalkoznak, de publikált a vállalati válságok és kezelésükkel kapcsolatos közleményeket is.
Korai kutatásaiban feltárta a magyar iparcikk-export összehasonlító (komparatív) előnyeinek duális szerkezetét a nyugati és a KGST-exportban. A gazdasági rendszerváltás/átalakulás vállalati magatartásformáinak kutatása során kidolgozta a vállalati sodródás elméletét. Kutatás-fejlesztési (K+F) projektértékelési kutatásában  Magyarországon elsőként végeztetett mélyinterjús értékelést a kutatás-fejlesztési diffúziós rendszerrel kapcsolatban. Alapkutatásokat is végzett, elsősorban a versenyképességgel kapcsolatban. Itt közös rendszerbe építette a keresleti és kínálati oldali elemzés módszertanát. Feltárta az Európai Uniós versenyszabályozásának magyarországi hatásait különböző iparági szektorokban.
Több mint százötven tudományos publikációja jelent meg. Publikációt magyar, angol, illetve francia nyelven adja közre.

## Díjai, elismerései
- Akadémiai Ifjúsági Díj (1984)
- Akadémiai Kiadó Nívódíja (2005)
- a Magyar Köztársasági Érdemrend lovagkeresztje (2006)
- A Magyar Érdemrend középkeresztje (2023)

## Főbb publikációi
- Komparatív előnyök – nemzetközi példák, hazai tapasztalatok (1986)
- Bevezetés a komparatív előnyök elméletébe; Külkereskedelmi Főiskola, Bp., 1989
- Trends and Motives of Organizational Change in Hungarian Industry (1993)
- Firms Afloat and Firms Adrift: Hungarian Industry in the Transition (társszerző, 1994)
- Piacműködés és iparvédelem. Tanulmányok a gazdasági rendszerváltás időszakából; Janus Pannonius Egyetemi, Pécs, 1996
- Competition Policy and De-Monopolization in Hungary after 1990 (1997)
- A magyar ipar külpiaci versenyképességének elemzése az exportpiaci részarányok alapján; MTA Ipar- és Vállalatgazdaság-kutató Intézete, Bp., 1997
- Verseny a versenyképességért? Bevezetés a mikroszféra-kezelés gazdaságpolitikájába az Európai Unióban és Magyarországon; Miniszterelnöki Hivatal Integrációs Stratégiai Munkacsoportja, Bp., 1999
- Reális-e a magyar tudomány 20. helye a (képzeletbeli) világranglistán? (2000)
- Támogatásara szorul-e a "szervetlen" vállalatfejlődés?; MTA, Bp., 2005 (Székfoglalók a Magyar Tudományos Akadémián)
- Competitiveness in R+D. Comparisons and Performance (vezető szerző, 2005)
- Stratégiai ágazat stratégia nélkül? A magyar K+F teljesítménye és versenyképessége nemzetközi összehasonlításban; Savaria University Press, Szombathely, 2006 (ISES könyvek)
- Tudomány vagy versenyképesség? Tudomány és versenyképesség!; MTA, Bp., 2014 (Székfoglalók a Magyar Tudományos Akadémián)